# 헤이세이 연구회
헤이세이 연구회(일본어: 平成研究会)는 일본 자유민주당의 파벌 중 하나였다. 1987년 7월 4일에 결성되어, 2024년 12월 27일에 총무대신에게 해산신고를 제출하고, 같은 날짜에 정식으로 해산했다. 옛 명칭은 경세회(일본어: 経世会)이며 파벌 회장인 모테기 도시미쓰의 이름을 따서 모테기파(일본어: 茂木派)라고도 한다.
자유당의 요시다 시게루 파벌을 기원으로 하며 사토 에이사쿠의 주산회와 다나카 가쿠에이의 목요 클럽의 계보를 잇고 있다. 마찬가지로 요시다 파벌을 기원으로 하는 굉지회 계열 파벌들과 함께 보수본류에 속한다.
요시다의 파벌을 계승한 이케다 하야토와 사토가 각각 파벌을 만들었는데 이 중 사토의 파벌을 다나카가 물려받았고 그것을 다시 다케시타 노보루가 물려받아서 1987년에 만든 것이 경세회다. 1994년 헤이세이 정치연구회로 개칭했다가 다시 헤이세이 연구회로 개칭했다.
1970년대부터 1990년대까지 자유민주당의 주류파로 군림했으며 자민당을 넘어 일본의 정치에도 막강한 영향력을 행사했다. 다나카는 최대 파벌의 실질적인 영수로서 어둠의 장군이라 불리며 상당한 영향력을 발휘했고 이후에는 다케시타가 그 영향력을 물려받았다. 오자와 이치로와 하타 쓰토무가 개혁포럼21을 창립해 새 파벌을 만들면서 당내 제4파벌로 전락한 뒤에도 하시모토 류타로와 오부치 게이조를 내각총리대신으로 만드는 등 여전히 주류파로 군림했다.
하지만 오부치 이후 지금까지 20년 넘게 총리를 배출하지 못했으며 2003년 일본 자유민주당 총재 선거를 제외하곤 독자적인 총재 후보조차 옹립하지 못했다. 같은 기간에 자유민주당 간사장에 선임된 사람도 노나카 히로무와 모테기 도시미쓰뿐이었다. 현재에 이르러선 파벌로서의 결속력이 상당히 약해졌다는 평가를 받고 있다.

## 역사

### 다케시타 노보루파

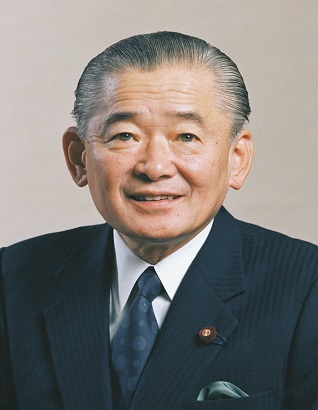
다케시타 노보루

1985년 2월 7일 이미 자민당을 탈당했음에도 자민당 내 파벌인 목요 클럽의 사실상 영수 역할을 하던 다나카에 반기를 든 다케시타·가네마루 신을 중심으로 파벌 내 파벌인 창정회가 결성되었다. 다나카는 매우 분노하여 창정회를 크게 압박했으나 27일 뇌경색으로 쓰러졌고 이후 언어 장애가 생겼다. 이는 다나카의 정치 생명에 종지부를 찍었고 이로써 다케시타는 세력을 확장해 나갈 수 있었다.
1986년 4월 25일 다케시타는 창정회를 해산했다. 이는 자신에 대한 반대 세력이나 중립을 자처하는 세력을 포섭하기 위함이었다.
1987년 5월 21일 도쿄 프린스 호텔에서 정치자금모금회가 열렸는데 역사상 전례가 없는 1만 3,000명이 결집했으며 모금도 20억 엔에 달했다. 당시 목요 클럽에 소속된 의원은 139명이었는데 128명이 참여했다. 7월 1일 목요 클럽 상임간사회가 열렸다. 나카소네 야스히로의 총재 임기가 끝날 예정이었기에 곧 치러질 총재 선거에 누가 출마할지 결정하기 위한 자리였다. 하지만 니카이도 스스무 등 다케시타에 반대하는 세력들은 다케시타의 출마를 반대했고 대화는 결렬됐다. 이때 목요 클럽의 분열도 사실상 확정됐다.
4일 다케시타는 경세회 결성을 선언했다. 참여한 의원 수는 113명이었다. 파벌의 명칭은 중국의 고전에 나오는 구절인 경세제민(經世濟民; 세상을 다스리고 백성을 구제함)에서 유래했다. 회장에는 다케시타가 취임했다. 이로써 141명이 소속되어 있던 목요 클럽은 다케시타가 이끄는 경세회, 니카이도가 이끄는 잔류파로 분열됐고 어디에도 소속되지 않은 중립파도 있었다.
10월 20일 나카소네는 당내 최대 파벌에서 오랜만에 총재 후보를 옹립했으니 이를 존중해야 한다며 다케시타를 차기 총재로 지명하는 이른바 나카소네 재정을 내렸다. 이에 따라 11월 6일 다케시타는 정식으로 자민당 총재 겸 내각총리대신이 되었다. 이 무렵 경세회의 소속 의원 수는 121명이 되었다. 다케시타는 총리총재가 되자 회장직에서 물러났고 가네마루가 회장이 되었다.
1988년 일본을 뒤흔든 리크루트 사건이 발생했고 이 여파로 다음 해 6월 3일 다케시타는 총리직을 사임해야 했다. 하지만 사임 후에도 다케시타는 자민당 최대 파벌의 실질적인 영수로 정계에 막강한 영향력을 행사했다. 고위 관료나 미국 외교관이 총리 관저보다 TBR 빌딩에 있는 경세회 사무소를 먼저 방문하던 것은 경세회의 지배를 상징적으로 보여주는 것이었다. 또한 다케시타파 7봉행을 필두로 한 철의 결속력을 자랑했는데 파벌의 이름이 바뀐 지금도 경세회라고 부르는 사람이 있을 정도로 이 당시 경세회의 영향력과 결속력은 대단했다.
하지만 다케시타가 총리직을 사임하면서 파벌 내부에 갈등이 생기기 시작했다. 다케시타는 총리직을 맡고 있을 동안만 가네마루에게 회장직을 맡길 생각이었는데 다케시타가 총리직에서 물러난 뒤에도 가네마루가 회장직을 돌려주지 않았던 것이다. 다케시타와 가네마루의 사이가 악화하는 와중에 가네마루는 자신의 측근인 오자와 이치로를 회장 대행으로 취임시켰다. 오자와는 가네마루의 비호하에 여러 일을 처리했고 이는 다케시타를 지지하는 의원들의 반발을 샀다. 또한 당시 총리대신이던 가이후 도시키는 리크루트 사건으로 촉발된 자민당의 정경유착을 해소하기 위한 정치 개혁을 추진하면서 중의원 의원을 시도했다가 오자와의 반대로 무산되고 가이후 자신도 총리대신직에서 물러나게 되었다. 이른바 가이후 끌어내리기가 이루어진 것인데 오자와는 후임 총리대신으로 미야자와 기이치를 사실상 옹립하는 등 자신의 정치적 영향력을 유감없이 발휘했다. 다케시타·가네마루·오자와에서 한 글자씩 딴 곤치쿠쇼(金竹小)란 말이 사람들의 입에 오르내릴 정도였다.
1992년 10월 14일 도쿄 사가와큐빈 사건의 여파로 가네마루가 의원직을 사임하고 회장직에서도 물러났다. 그리고 이틀 뒤 경세회 총회가 열렸다. 소속 의원 109명 중 93명이 참여했는데 다케시타를 지지해온 다케시타파 7봉행이 이때 분열했다. 오쿠다 게이와와 와타나베 고조는 오자와를 지지했고 하시모토 류타로·오부치 게이조·가지야마 세이로쿠는 반오자와 라인에 섰던 것이다. 하타 쓰토무는 총회가 끝날 때까지 명확한 입장을 보이지 않다가 총회가 끝난 뒤 오자와·오쿠다 등과 만났다. 후임 회장으로 누굴 지지할지 정확히 알려진 이야기는 없지만 이때부터 오자와 그룹이 하타를 후임 회장으로 만들기 위한 구상에 들어간 것으로 보인다.
반오자와 그룹은 오부치를 지지하기로 결정했다. 오자와 그룹과 반오자와 그룹의 소속 중의원 의원 수가 똑같았기에 참의원의 역할이 중요했는데 실권을 되찾길 원했던 다케시타는 참의원이 반오자와 그룹을 지지하도록 자신의 측근 아오키 미치오에게 지시했다. 마찬가지로 오자와에 대한 반감을 가지고 있던 미야자와도 대장상으로 입각 중이던 하타에게 파벌 활동에 지나치게 신경을 쓴다며 경고를 하기도 했다.
중의원 운영위원회가 가네마루의 의원 사직원을 수리한 21일 아침부터 하타 옹립 집회가 열렸다. 10시에 열린 최고간부회의에서 가네마루는 언제까지 어린애 같은 싸움을 할 거냐고 오자와를 힐책했고 다케시타도 적을 덜 만드는 것이 좋다며 지금은 오부치를 지지해야 한다고 권했다. 하지만 오자와는 "참의원 경세회를 움직인 게 다케시타 씨였군요. 납득할 수 없습니다. 비열한 수법이 아닙니까"라며 반발했다. 다케시타는 오부치를 지지하면 경세회의 균열을 메꿀 수 있다고 주장했지만 오자와는 다케시타의 인식이 잘못됐다고 반박했다.
오후에 재개된 최고간부회의에서도 합의는 보지 못한 채 시간만 흘러갔다. 24시가 지날 무렵 좌장 하라다 겐이 갑자기 회의장을 나서더니 밖에서 기다리고 있던 기자들 앞에 서서 "신임 회장으로 오부치 군이 적임이라고 생각한다"라고 발언했다. 이후 28일 11시에 시작된 임시 총회에서 강압적으로 오부치를 차기 회장으로 선임했다. 그리고 5시간 뒤 하타는 정책 집단 개혁포럼21을 결성하겠다고 발표했다.
12월 18일 오자와 그룹은 개혁포럼21을 파벌로 전환하여 44명의 소속 의원을 가진 하타파가 등장했다. 이로써 다케시타파는 당내 제4파벌인 오부치파와 제5파벌인 하타파로 분열했다.

### 오부치파

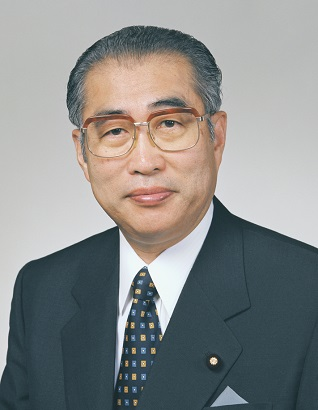
오부치 게이조

1993년 6월 하타파는 아예 자민당을 탈당하여 신생당을 창당했다. 그리고 2개월 뒤 호소카와 모리히로를 총리대신으로 추대하여 최초로 비자민·비공산 연립 정권을 수립해 55년 체제를 무너뜨렸다.
하지만 1년도 채 안돼 비자민·비공산 연립 정권이 무너지고 자민당은 일본사회당과 손을 잡고 집권 여당으로 복귀했다. 그 대가로 총리대신직은 사회당 위원장 무라야마 도미이치에게 양보했다. 여당으로 복귀하면서 오부치파도 세력을 회복하기 시작했다. 1995년 일본 자유민주당 총재 선거 때 다케시타는 파벌 간부인 하시모토를 옹립하기로 결정했다. 하시모토가 총재 선거에서 승리하고 이 무렵 무라야마가 총리대신직을 사임하면서 1996년 1월 하시모토가 총리대신이 되었다. 하지만 당내에서 파벌 해소 운동이 이루어지고 있었고 하타파의 이탈로 사무소 유지비조차 감당하기 어려워진 상황이었다. 이때 경세회는 파벌 이름을 헤이세이 정치연구회로 고쳤다가 나중에 다시 헤이세이 연구회로 바꿨다.
1998년 7월 치러진 제18회 일본 참의원 의원 통상선거에서 자민당이 패배하자 다케시타는 하시모토를 대신해 파벌 회장인 오부치를 총리총재로 앉히고자 했다. 이와 함께 오부치는 회장직에서 물러나고 차기는 와타누키 다미스케에게 맡기고자 했다. 그런데 가지야마는 이러한 결정에 반발하여 파벌을 이탈한 뒤 총재 선거에 출마했고 사토 신지와 스가 요시히데도 뒤를 따랐다.
다케시타는 고이즈미 준이치로를 총재 선거에 출마시켜 가지야마를 견제했다. 하지만 이는 철의 결속력을 자랑하던 오부치파의 균열이 아직 아물지 않았음을 보여준 셈이 되었다. 이는 파벌의 장래를 책임져야 할 소장파 의원들은 하타·오자와와 함께 이미 탈당해 버린 상황과 맞물려 오부치파의 미래가 더 이상 밝지 않을 수 있음을 암시했다.

### 하시모토파

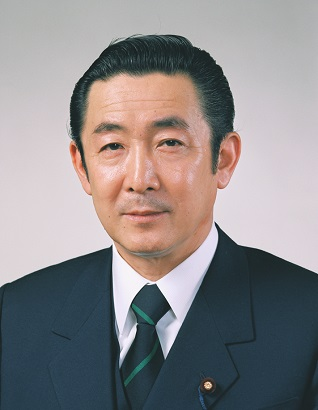
하시모토 류타로

2000년에 오부치와 다케시타가 잇따라 사망하고 와타누키가 일본 중의원 의장에 취임하면서 파벌 회장을 새로 뽑아야 했다. 큰 잡음 없이 하시모토가 신임 회장으로 선출되어 오부치파는 하시모토파가 되었지만 파벌의 실권을 쥐고 있던 건 노나카 히로무와 아오키 미키오였다.
2001년 4월 모리 요시로가 총재직을 사임하면서 치러진 2001년 일본 자유민주당 총재 선거에서 하시모토가 파벌을 대표해 출마했지만 고이즈미에게 패배했다. 고이즈미는 총재 취임 후 파벌 해소를 명목으로 다른 파벌의 힘을 줄이기 시작했고 철의 단결력을 자랑하던 하시모토파는 이후 총재 선거에 후보조차 제대로 내지 못하는 등 구심력이 저하하기 시작했다. 2003년 9월 고이즈미는 하시모토파를 당내 저항 세력으로 규정짓고선 자유민주당 집행부에서 배제해 버렸다. 하시모토파가 주요 당직을 차지하지 못한 건 과거 다나카파 시절이었던 미키 내각 이래 25년 만의 일이었다.
2003년 일본 자유민주당 총재 선거 때는 반고이즈미 세력의 선봉을 자처하던 노나카가 하시모토파에서 후보를 내보내야 한다고 강하게 주장했지만 아오키와 무라오카 가네조는 오히려 고이즈미 지지를 표명해 버렸다. 노나카는 순식간에 고립돼 버렸고 총재 선거가 끝나기도 전에 책임을 진다는 이유로 의원직을 사임했다. 하지만 이후에도 사사가와 다카시나 구마시로 아키히코 등이 출마 의욕을 보였고 최종적으로 후지이 다카오가 하시모토파를 대표하여 출마했다. 하지만 고이즈미를 지지하는 세력도 강해 파벌의 지지를 온전히 받지 못했고 결국 고이즈미가 재선에 성공했다. 이후 2003년 9월 누카가 후쿠시로가 자유민주당 정무조사회장이 되었고 2004년 9월 규마 후미오가 자유민주당 총무회장이 되어 오랜만에 당직을 차지했다.
2001년 참의원 의원 선거 때 하시모토·노나카·아오키 등이 일본치과의사회로부터 수표 1억 엔을 받은 뒤 정치수지보고서에 기재하지 않은 사실이 2004년에 드러났다. 이에 대해 책임을 지는 차원에서 하시모토가 파벌 회장직을 내려놓았고 다음 해에는 정계도 은퇴했다. 후임 회장직을 둘러싸고 와타누키와 호리 고스케의 이름이 오르내렸지만 당사자들이 거부했다. 이런 상황 속에서 일본의 우정민영화 법안을 둘러싼 대립 끝에 고이즈미가 중의원을 해산하여 제44회 일본 중의원 의원 총선거가 치러졌다. 고이즈미는 우정민영화에 반대한 의원들을 공천하지 않았고 와타누키와 호리는 이때 공천을 받지 못해 자연스럽게 정계를 은퇴해야 했다. 또한 총선 결과 하시모토파는 당내 제1파벌 자리를 잃었다.

### 쓰시마파

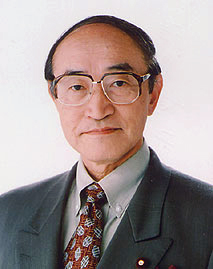
쓰시마 유지

2005년 11월 4일 오랜 공위 끝에 쓰시마 유지가 파벌 회장으로 취임했다. 당시 파벌의 상황은 해결해야 할 문제가 많았는데 2003년 총재 선거 이후 지속돼 온 중의원과 참의원의 갈등 해소가 가장 시급했다. 또한 당시 중의원 간부의 대다수가 1993년 이후 정계 재편 과정에 탈당했다가 복당한 의원들(대부분이 오자와가 이끌던 신생당 출신이다)이거나 다른 파벌 출신(하토야마 구니오·사사가와·이시바 시게루·후나다 하지메 등)이었고 순혈 경세회 출신은 누카가를 비롯해 얼마 없었다. 이들 간의 갈등 해소도 중요했는데 쓰시마도 굉지회 출신이었다.
쓰시마파는 경세회 분열과 이후의 중의원 해산과 총선 과정에서 파벌의 장래를 책임질 젊은 의원들인 후나다·하토야마가 파벌을 이탈하거나 자민당을 탈당했고(다만 대부분이 훗날 복당했다) 나카무라 기시로는 뇌물 수수로 실각하는 등 인재가 부족했다. 후지이·스즈키 무네오·누카가가 고산케로 불리며 두각을 나타냈으나 스즈키는 뇌물 수수로 물러났고 후지이는 우정민영화에 반대하면서 낙선했다.
남은 인물은 누카가뿐이었지만 규마와 아오키의 견제를 받았다. 하토야마는 파벌에 복귀한 후에도 아소 다로의 맹우로서 활동하는 등 쓰시마파는 통일된 행동을 전혀 보이지 못하고 있었다. 심지어 아베 신조 때 우정민영화에 반대하며 탈당했다가 복당한 의원들이 쓰시마파로 돌아오지 않고 다른 파벌로 가거나 무파벌로 남는 등 쓰시마파는 시종일관 인재 부족에 시달렸다.
2007년 제21회 일본 참의원 의원 통상선거 때는 참의원 간사장 가나야마 도라노스케·후생노동부대신 다케미 게이조 등이 줄줄이 낙선해 참의원에서 세이와 정책연구회에 이은 제2파벌로 떨어졌다.
2008년 일본 자유민주당 총재 선거 때는 파벌 간부들이 아소 다로를 지지하는 한편 소장파 의원들은 이시바를 옹립했다. 하지만 이시바는 5위에 그쳤고 아소가 당선됐다. 이에 반발해 하토야마·도이다 도루·요시카와 다카모리·마와타리 다쓰하루·가와이 가쓰유키가 분파 행동을 시작했다. 하토야마가 총무상에서 경질되었을 땐 이들의 집단 탈당 우려도 제기되었다.
제45회 일본 중의원 의원 총선거를 앞둔 2009년 7월 19일 쓰시마가 총선 불출마와 함께 정계 은퇴의 뜻을 밝혔다. 이후 진행된 총선에서 자민당은 창당 이래 최초로 원내 제1당의 지위를 민주당에게 빼앗기는 대참패를 당했다. 쓰시마파 소속 의원의 수도 총선 전 45명에서 총선 후 14명으로 급격히 줄었다.

### 누카가파

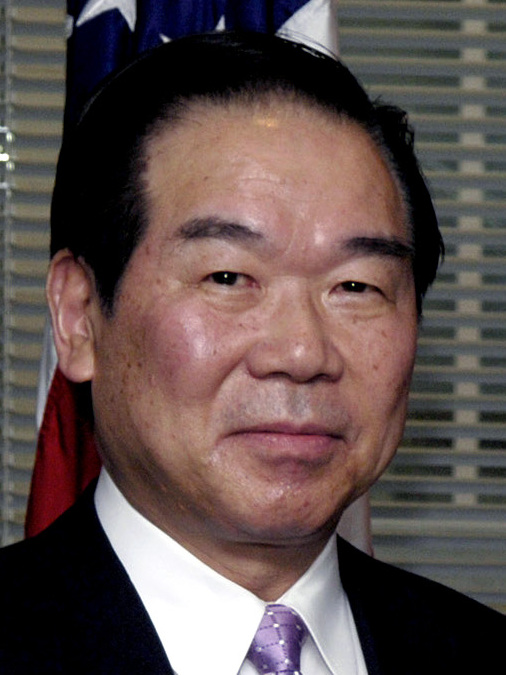
누카가 후쿠시로

파벌 회장이 은퇴하고 총선 패배의 결과를 받든 상황에서 2009년 9월 8일 임시 총회가 열렸고 회장 대리로 있던 누카가가 회장으로 선임됐다.
누카가가 취임한 뒤에도 하토야마는 정계 개편·신당 결성 등을 주장하며 또 탈당하고 이시바는 파벌 해소를 내세우며 정조회장 임기가 끝난 뒤에도 파벌에 복귀하지 않는 등 소속 의원 수의 감소는 계속 이어졌다. 그 결과 당내 제3파벌로까지 추락했고 2012년 일본 자유민주당 총재 선거에 후보조차 옹립하지 못했다. 하지만 같은 해 치러진 제46회 일본 중의원 의원 총선거에서 49석까지 의석을 늘리며 당내 제2파벌로 복귀했다.
하지만 2015년 일본 자유민주당 총재 선거 때도 독자 후보를 옹립하지 못했고 2017년에 아소 다로가 지공회를 만들면서 누카가파는 당내 제3파벌로 다시 추락했다. 아베 신조가 총리대신으로 있을 때 주류파에 속했음에도 누카가의 리더십에 대한 불만이 계속 커져갔다.

### 다케시타 와타루파

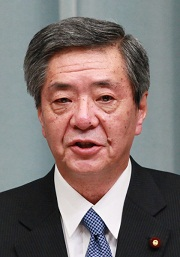
다케시타 와타루

누카가에 대한 불만이 심화되는 와중에 2018년 1월 참의원 간사장 요시다 히로미가 누카가에게 회장직 사임을 요구했다. 요시다는 누카가파 소속 참의원 의원을 이끌고 파벌을 이탈하겠다며 누카가를 압박했고 결국 누카가는 3월 퇴임을 표명했다. 후임 회장으로 파벌의 창립자였던 다케시타 노보루의 이모제 다케시타 와타루를 지명했다.
4월 다케시타가 정식으로 회장에 취임했으며 회장 대행에는 모테기 도시미쓰가 임명됐다. 이로써 26년 만에 파벌의 통칭이 다케시타파가 되었는데 세간에선 대정봉환에 비유하기도 했다.
2018년 일본 자유민주당 총재 선거를 앞두고 다케시타는 파벌이 독자적으로 후보를 낼 것을 모색했지만 대다수 소속 의원들이 현 총재인 아베를 지지하고 참의원에선 아오키의 영향 등이 겹쳐 이시바를 지지하는 목소리가 나와 의견이 하나로 합쳐지지 못했다. 결국 파벌의 통일된 입장을 정하지 않고 소속 의원들이 각자 투표하도록 결정이 내려졌는데 이는 과거 철의 결속력을 보여주던 때와는 크게 달라진 모습이었다.
2019년 1월 다케시타는 자신이 식도암으로 투병중임을 공표했다. 회장직에서 물러나진 않지만 파벌 운영은 당분간 최고 고문 누카가·회장 대행 모테기·참의원 간사장 요시다 등에게 맡길 것도 함께 발표했다. 하지만 요시다도 와병중이었고 2019년 치러질 제25회 일본 참의원 의원 통상선거에 불출마를 표명한 뒤 10월에 사망하고 말았다. 다케시타 본인도 2년 뒤 제49회 일본 중의원 의원 총선거에 불출마하고 정계에서 은퇴하겠다고 표명했다가 9월 사망했다.
다케시타가 사망한 당일에 2021년 일본 자유민주당 총재 선거가 공시되었다. 모테기는 다른 후보를 지지해도 괜찮다면서도 파벌 차원에서 기시다 후미오를 지지하기로 결정했다고 밝혔다. 다케시타도 생전에 기시다를 지지했다고 한다. 총재 선거에서 승리한 기시다는 10월 4일 자민당 총재 겸 총리대신이 되었고 다케시타파는 다른 파벌보다 더 많은 4명을 입각시켰다.
5일 고마쓰 유타카가, 6일 이시바파를 이탈한 후루카와 요시히사가 다케시타파에 가입해 지공회와 함께 당내 제2파벌이 되었다. 31일 진행된 총선에서 아마리 아키라가 선거구에서 낙선했다가 비례대표에서 부활한 것을 이유로 간사장에서 물러나자 후임으로 모테기가 취임했다. 헤이세이 연구회가 간사장을 배출한 건 노나카 이래 21년 만의 일이었다.

### 모테기파

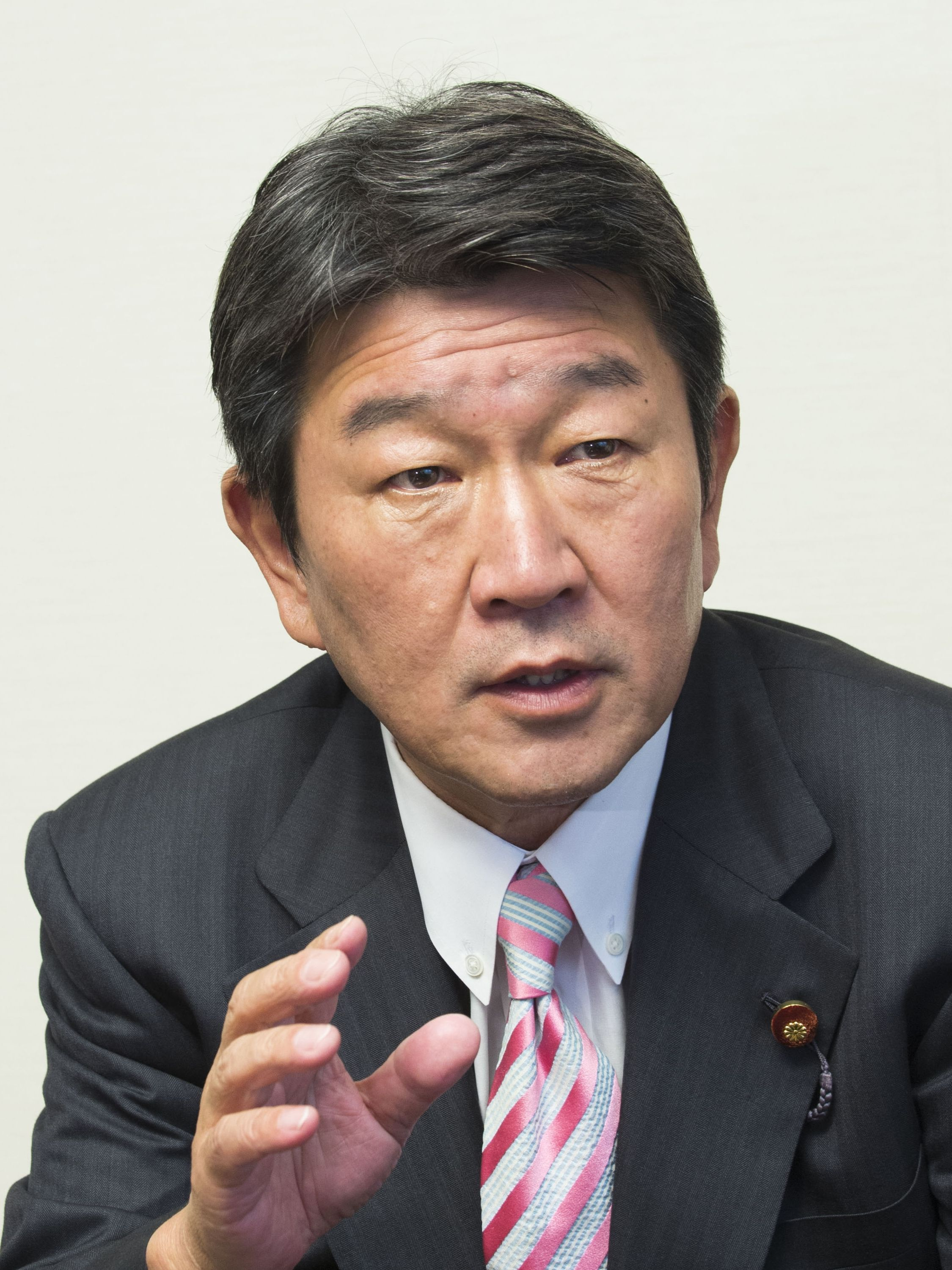
모테기 도시미쓰

참의원에선 후나다를 지지하는 목소리도 있었지만 11월 11일 파벌 회합에서 모테기가 차기 회장으로 결정됐다. 모테기는 25일 총회를 통해 정식으로 회장이 되었고 이때부터 다케시타파는 모테기파로 바뀌었다.
제2차 기시다 제1차 개조내각 때 입각한 의원의 수가 4명에서 3명으로 줄었다. 하지만 간사장과 중의원 의장직을 차지하는 등 성과가 나쁘지 않다는 평가를 받았다.

## 역대 회장
| 대수 | 이름              | 파벌 호칭  | 임기          |
| ---- | ----------------- | ---------- | ------------- |
| 초대 | 다케시타 노보루   | 다케시타파 | 1987년        |
| 2대  | 가네마루 신       | 다케시타파 | 1987년~1992년 |
| 3대  | 오부치 게이조     | 오부치파   | 1992년~1998년 |
| 4대  | 와타누키 다미스케 | 오부치파   | 1998년~2000년 |
| 5대  | 하시모토 류타로   | 하시모토파 | 2000년~2004년 |
| -    | 공석              | 하시모토파 | 2004년~2005년 |
| 6대  | 쓰시마 유지       | 쓰시마파   | 2005년~2009년 |
| 7대  | 누카가 후쿠시로   | 누카가파   | 2009년~2018년 |
| 8대  | 다케시타 와타루   | 다케시타파 | 2018년~2021년 |
| 9대  | 모테기 도시미쓰   | 모테기파   | 2021년~       |

## 같이 보기
- 자유민주당의 파벌
- 주산회
- 목요 클럽
- 창정회
- 개혁포럼21

## 참고 문헌
- 朝日新聞政治部, 편집. (1987년 9월 20일). 《田中支配とその崩壊》 [다나카의 지배와 그 붕괴]. 朝日文庫 (일본어). 朝日新聞社. ISBN 978-4022604729.
- 奥島貞雄 (2005년 9월 25일). 《自民党幹事長室の30年》 [자민당 간사장실 30년]. 中公文庫 (일본어). 中央公論新社. ISBN 978-4122045934.
- 後藤謙次 (2014년 4월 17일). 《ドキュメント 平成政治史 1　崩壊する55年体制》 [다큐멘터리 헤이세이 정치사 1 붕괴하는 55년 체제] (일본어). 岩波書店. ISBN 978-4000281676.
- 立花隆 (2005년 8월 10일). 《政治と情念》 [정치와 정념]. 文春文庫 (일본어). 文藝春秋. ISBN 978-4167330187.
- 早坂茂三 (1991년 12월 12일). 《権力の司祭たち》 [권력의 사제들] (일본어). 飛鳥新社. ISBN 978-4870311039.
- 佐藤昭子 (2001년 3월 1일). 《決定版 私の田中角栄日記》 [결정판 ~ 나의 다나카 가쿠에이 일기]. 新潮文庫 (일본어). 新潮社. ISBN 978-4101486314.